# Coupe du Liechtenstein de football 1950-1951
Navigation
Édition précédente Édition suivante
La coupe du Liechtenstein 1950-1951 de football est la 6e édition de la Coupe nationale de football, la seule compétition nationale du pays en l'absence de championnat.
La finale est disputée à Triesen, le 16 septembre 1951, entre le FC Vaduz et le FC Triesen.
Le FC Triesen remporte le trophée en battant le FC Vaduz. Il s'agit du 5e titre de l'histoire du club dans la compétition.

## Tour préliminaire
| Équipe 1     | Résultat | Équipe 2      |
| ------------ | -------- | ------------- |
| FC Triesen   | 10 - 0   | FC Balzers II |
| FC Schaan    | 4 - 3    | FC Triesen II |
| FC Schaan II | 0 - 3    | FC Balzers    |

## Demi-finales
| Équipe 1   | Résultat | Équipe 2   |
| ---------- | -------- | ---------- |
| FC Balzers | 2 - 3    | FC Triesen |
| FC Schaan  | 0 - 5    | FC Vaduz   |

## Finale
| 16 septembre 1951 | FC Triesen | 3 - 1 | FC Vaduz | Triesen |  |
|                   |            |       |          |         |  |